# 3密

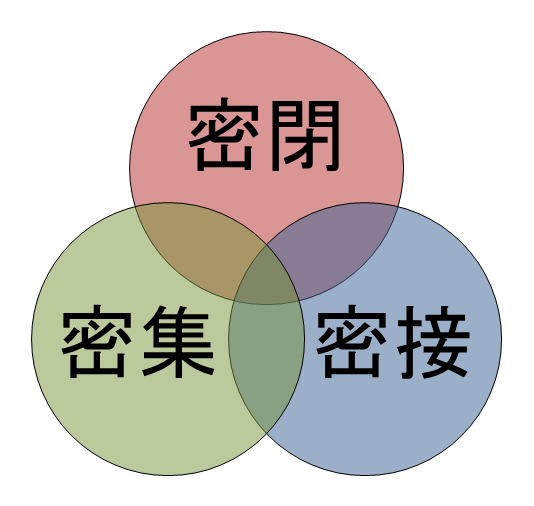
「3密」示意圖。符合的条件愈多，發生疾病叢聚（集體感染）的風險就愈高

3密是2019冠狀病毒病（Covid-19）日本疫情發生期間，首相官邸、厚生勞動省等政府機關推出的防疫標語，呼籲民眾避開密閉、密集、密接（密切接觸）場合，幫助防止群聚感染及疫情擴散。此標語亦寫成類似繞口令的句子「密集阻止！密接阻止！密閉阻止！」。

## 概要

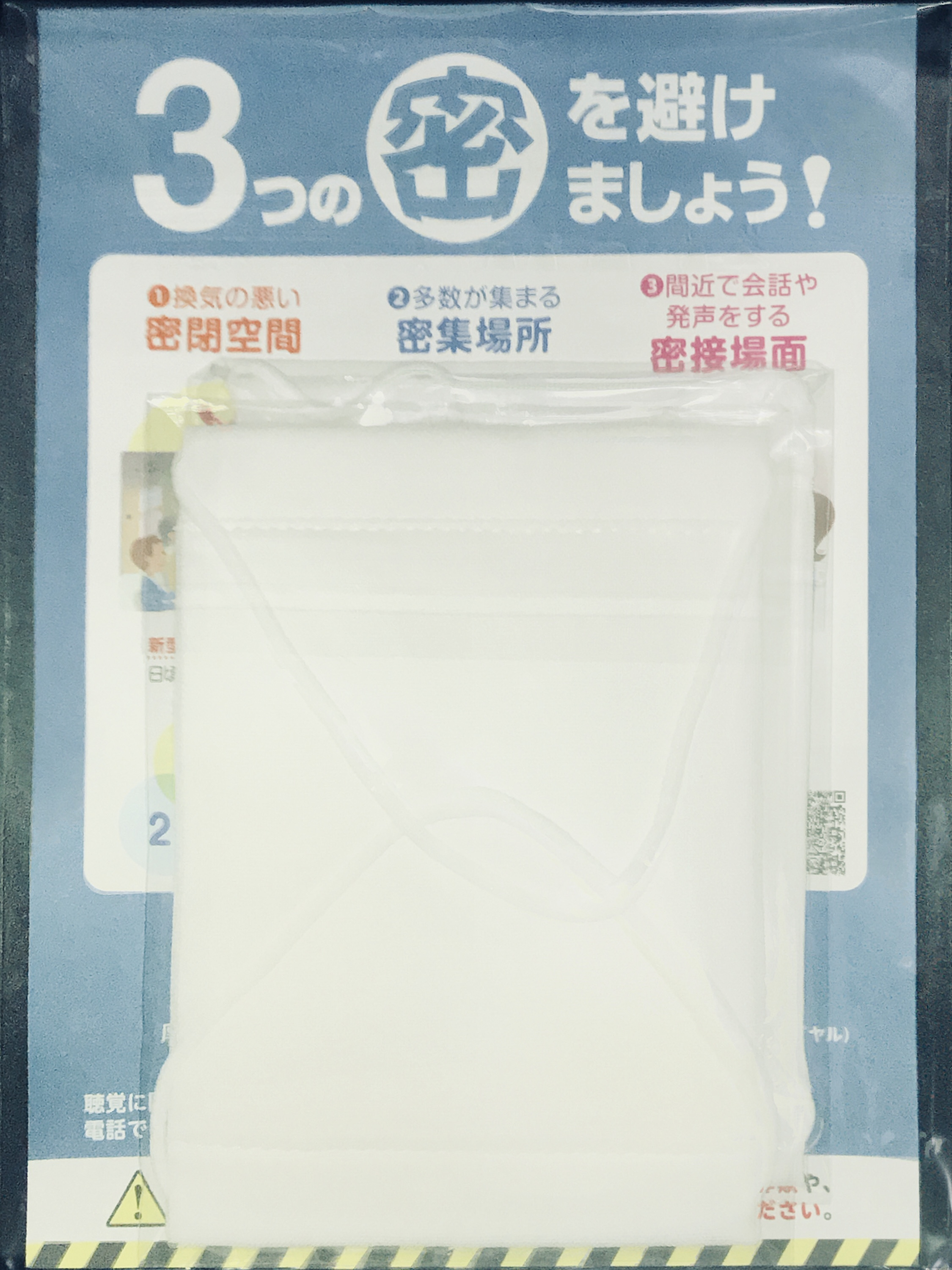
日本政府因應疫情派給民眾的布製口罩，俗稱「安倍口罩」，包裝單張為「避開3密」

2020年2月25日，厚生勞動省設置疾病叢聚對策班（クラスター対策班），討論認為，若能找出聚集性疫情的共同點並加以總結，就能告訴民眾如何改變生活方式更有效。
2020年3月1日，厚生勞動省發布「如何預防新型冠狀病毒感染症的集體感染」，介紹如何防止新型冠狀病毒疫情擴散。文件指出，此前出現聚集性疫情的地方有以下共同特徵，並提請民眾注意：
- 空氣不流通
- 人員密集的空間
- 很有可能與不特定多數的人員接触的場所

2020年3月18日，總理大臣官邸在官方Twitter上，呼籲外出時避開：
- 通風不好的密閉空間
- 人群聚集的密集場所
- 近距離談話等的密切接觸場面

並於3月19日在官網發布宣傳單張「外出時避開密！」（密を避けて外出しましょう！），宣導如何防範新型冠狀病毒聚集性感染。後改名「避開3密！」（3つの密を避けましょう！）。
專家会議所說的「通風不好的密閉空間」，相信是指未滿足普通建築物空氣環境基準的空間。若滿足大樓管理法基準（页面存档备份，存于）上必須的換氣量（每人必需換氣量約 30m3/時），則不算「通風不好的密閉空間」。
3月28日，日本內閣總理大臣安倍晋三在記者会上呼籲避開「3密」。
「3密」此後被廣泛用作新型冠狀病毒防疫標語。3月31日至4月1日，厚生勞動省與LINE合作，對全日本用戶進行第一次新型冠狀病毒防疫調查，結果顯示民眾避開「3密」的措施尚存不足。
厚生勞動省亦有製作英語版及中文版的「避開3密！」，中文版與日語版一樣稱「3密」（密閉空间、密集场所、密切接触场面），英語版則稱作「Three Cs」（Closed spaces、Crowded places、Close-contact settings）。
另外，SNS上亦有聲音指3密一詞較難理解，建議稱作「集近閉」（／）。由於不少人認為新型冠狀病毒感染症起源於中華人民共和國，這詞語被相信是模仿日語中讀音相同的時任中共中央總書記兼中國國家主席習近平（日語音讀：しゅうきんぺい）而作。集、近、閉各字意思如下：
1. 集：避開人群密集的地方；
2. 近：避免近距離對話及交流；
3. 閉：避開封閉或密閉、通風不良的環境[14]。

## 反響

### 「太密集了」
4月9日，東京都知事小池百合子在内閣府，對大批前來採訪的記者數次高喊「太密集了」（密です），請求保持距離。報道在網上引發關注，Twitter上有不少人圍繞這句話發文。有人製作相關遊戲，遊戲介紹影片1星期被播放830万次以上。22日，小池知事接受採訪時亦提及「我在這裏說的一句『密』，沒想到還成了遊戲」。研究廣告標語的中央大学教授飯田朝子解釋道，一句「太密集了」淺顯易懂地傳遞了「請保持距離」訊息，並認為「密」是「今年的代表性文字」，而「密」字亦當選2020年日本年度漢字。此外，有人就此事恶搞小池百合子，做出了《密集遊戲》（密ですゲーム）遊戲系列，其中2D版由製作，3D版由製作。

## 外部連結
- 致各位国民（預防、諮詢）（页面存档备份，存于） - 厚生勞動省
- 請協助防控傳染病（傳單）（页面存档备份，存于） - 總理大臣官邸
- . kotobank （日语）.